# Hubert Chantraine
Hubert Chantraine (* 17. Januar 1945 in Lontzen) ist ein belgischer Arzt und ehemaliger Politiker der Christlich Sozialen Partei der Deutschsprachigen Gemeinschaft Belgiens.

## Leben und Wirken
Der studierte und promovierte Facharzt für Frauenheilkunde und Geburtshilfe war neben seinem Beruf politisch aktiv in der Christlich Sozialen Partei, deren Vorsitz er von 1995 bis 1999 innehatte. Für seine Partei errang er 1995 das Direktmandat in den Stadtrat der Stadt Eupen.
Bereits im Juli des gleichen Jahres legte er sein Stadtratsmandat nieder, nachdem er als Mitglied in das Parlament der Deutschsprachigen Gemeinschaft aufgenommen worden war. Dieses Mandat behielt er bis 2004, wobei er von 1995 bis 1999 im belgischen Senat als Gemeinschaftssenator fungierte. In dieser Zeit wurde Chantraine von 1995 bis 1997 als Delegierter und von 1997 bis 1999 als stellvertretender Delegierter in den „Beratenden Interparlamentarischen Beneluxrat“ entsandt.
Nach der Jahrtausendwende kehrte Chantraine in die örtliche Kommunalpolitik zurück und wurde von 2001 bis 2010 erneut in das Stadtparlament von Eupen gewählt. Anschließend zog er sich aus der aktiven Politik zurück.
Als Privatmensch engagiert sich Chantraine in vielfältiger Weise für christlich soziale Belange. So gehört er unter anderem zu den Mitbegründern des 1987 gegründeten Kiwanis-Clubs Eupen und war im ersten Jahr des Bestehens deren Präsident. Des Weiteren ist er Mitglied in der Kevelaer-Vereinigung Eupen, mit der er seit mehr als 50 Jahre an der jährlichen Kevelaer-Wallfahrt teilnimmt.

## Ehrungen
Für seine vielseitigen politischen Verdienste wurde Chantraine im Jahr 2004 mit dem Ritterkreuz des Leopoldsordens geehrt. Darüber hinaus erhielt er nach seiner 50. Teilnahme an der Kevelaer-Wallfahrt die päpstliche Verdienstmedaille Benemerenti.